# Altinópolis (kommun)
Altinópolis är en kommun i Brasilien.   Den ligger i delstaten São Paulo, i den sydöstra delen av landet, 600 km söder om huvudstaden Brasília. Antalet invånare är 15 609.
Följande samhällen finns i Altinópolis:
- Altinópolis

Omgivningarna runt Altinópolis är huvudsakligen savann. Runt Altinópolis är det glesbefolkat, med 17 invånare per kvadratkilometer.